# Lucrezia Orsina Vizzana
Lucrezia Orsina Vizzana, née le 3 juillet 1590 et morte le 7 mai 1662, est une chanteuse, organiste et compositrice italienne.

## Biographie
Lucrezia entre dans un couvent Camaldules à Bologne en 1598. Elle apprend alors la musique avec sa tante, Camilla Bombacci, qui était l'organiste du couvent, et avec Ottavio Vernizzi, qui était le maître de la musique officieux. Les œuvres de Vizzana sont influencées par le stile moderno (seconda prattica) de musique, en particulier les œuvres de Claudio Monteverdi.
Les motets de Vizzana sont publiés dans Componimenti musicali de motetti concertati a l e più voci en 1623. Ce sont pour la plupart des duos et des solos avec basse continue et d'autres caractéristiques du stile moderno. De nombreux couvents utilisaient des motets à double chœur comme un moyen d'exploiter les dons musicaux des religieuses en réaction au Concile de trente qui décrétait que les moniales devaient être confinées dans un couvent. Vizzana s O invictissima Christi martir en est un exemple. Cette pièce, avec le Sonet vox tua dans auribus cordis mei ; Usquequo oblivisceris m'en finem ; O magnum mysterium ; Ornaverunt faciem templi ; Domine Dominus noster, quam admirabile et le Protecteur noster peuvent être trouvés dans le livre de Martha Furman Schleifer et Sylvia Glickman, Women Composers: Music through the Ages. Cependant, la musique de Vizzana reflète également une pratique beaucoup plus ancienne de la spiritualité féminine qui remonte à la fin du Moyen Âge, par opposition aux nouvelles traditions religieuses des femmes d'après le Concile de trente. La plupart de ses motets ont été créés pour les jours de fête, reflétant de nombreux moments liturgiques, artistiques et de dévotion de la vie du couvent. Cependant, d'autres motets font allusion aux troubles internes du le couvent et à son déclin à partir de 1620.
En 1622, une lettre anonyme est envoyée au Cardinal Ludovico Ludovisi, à Rome, rapportant de nombreux scandales et problèmes dans le couvent, en particulier des conflits internes. Ces allégations sont suivies d'une longue enquête sur le couvent qui cause beaucoup de conflits entre les sœurs. Il est révélé qu'une grande partie des inquiétudes et des rivalités entre les religieuses résultent de la vie musicale du couvent. On pense que le stress généré par ces événements mène Vizzana à arrêter prématurément la musique et à une instabilité mentale.